# Narvik
Narvik ( PRONÚNCIA), ou, na sua forma portuguesa, Narvique , é uma cidade e comuna do Norte da Noruega.
A comuna de Narvik tem uma área de 3 195 km² e uma populacão de 21 661 habitantes (2021). Está situada na sua maior parte na margem sul do fiorde de Ofoten (Ofotfjorden). A língua oficial da comuna é o norueguês (Bokmål).[carece de fontes?]
A cidade de Narvik tem uma populacão de 18 500 habitantes (2005). Está localizada na margem sul do fiorde de Ofoten (Ofotfjorden). É o centro administrativo do condado da Nordland. O porto de Narvik é o terminal da linha férrea por onde é transportada grande quantidade de minério proveniente de Kiruna na Suécia. 
Narvik foi fundada em 1887, como porto livre de gelo durante todo o ano, para servir as minas de ferro de Kiruna e Gällivare, na Suécia. Chamou-se Victoriahavn até 1898. A ferrovia linha de Ofoten (Ofotbanen) liga a cidade norueguesa de Narvik à cidade sueca de Kiruna através das montanhas que dividem os dois países. Não há ligação ferroviária com Bodø, que é o extremo norte da rede norueguesa de caminhos-de-ferro.[carece de fontes?]

## Comunicações
A cidade é atravessada pela estrada europeia E6 (Kirkenes-Oslo).
A linha de Ofoten estabelece uma ligacão ferroviária com a Suécia pela qual é transportada grande quantidade de minério proveniente de Kiruna. Há igualmente ligacões diárias para passageiros até Luleå e Estocolmo.[carece de fontes?]
O porto de Narvik está livre de gelo durante todo o ano e recebe grandes cargas de minério provenientes da Suécia.

Narvik
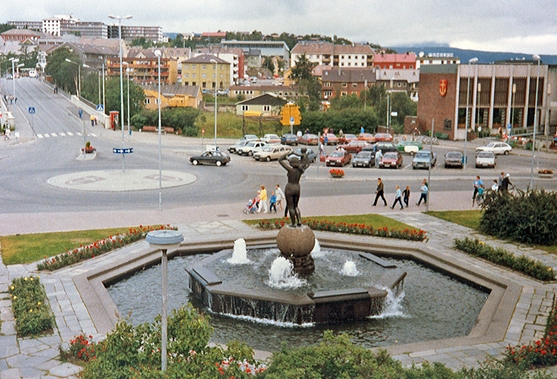
Estátua da Liberdade
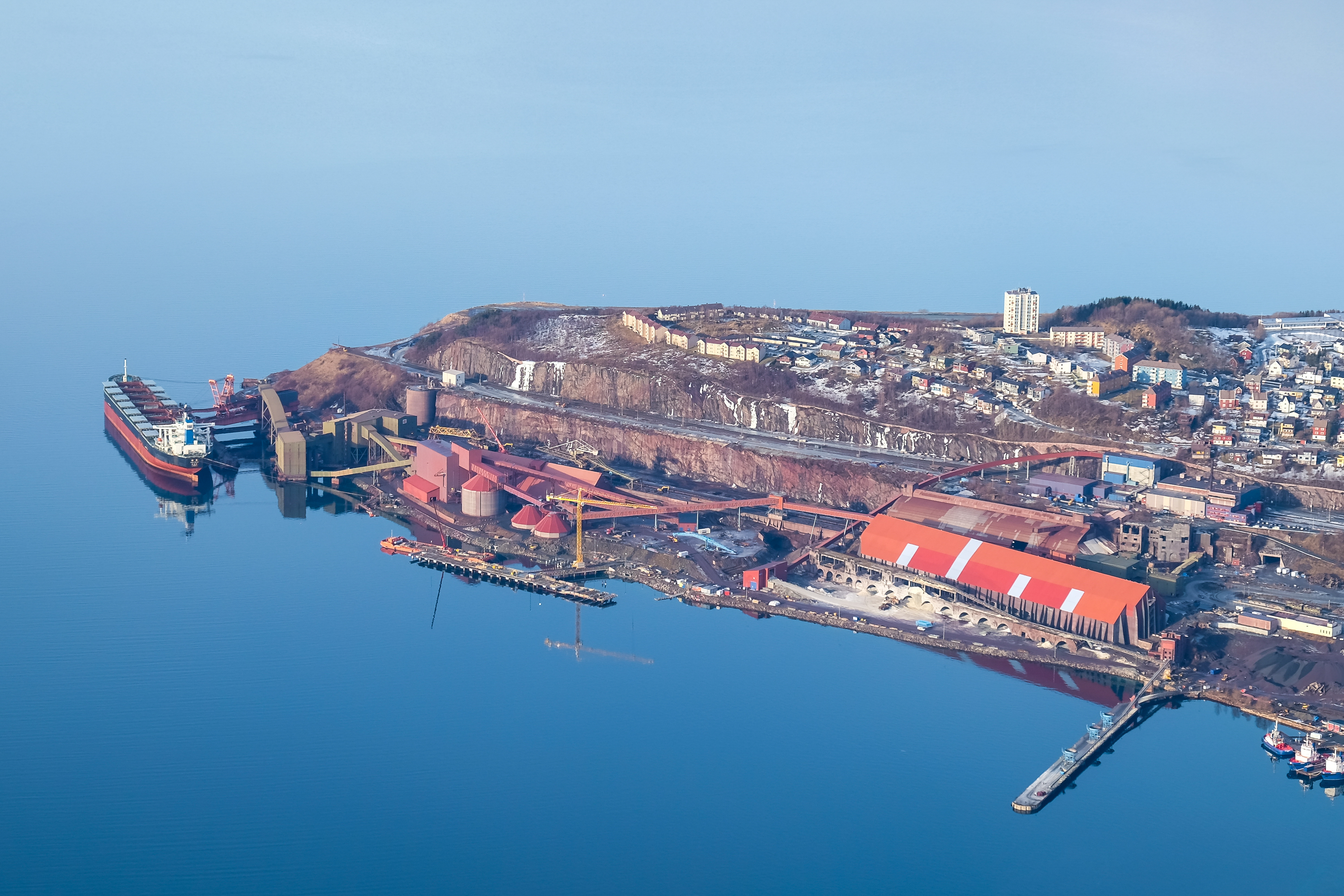
O porto de Narvik
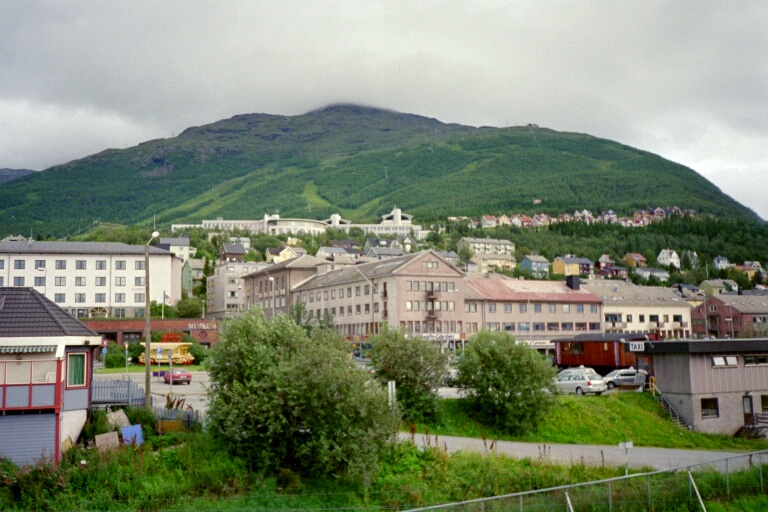
O centro de Narvik
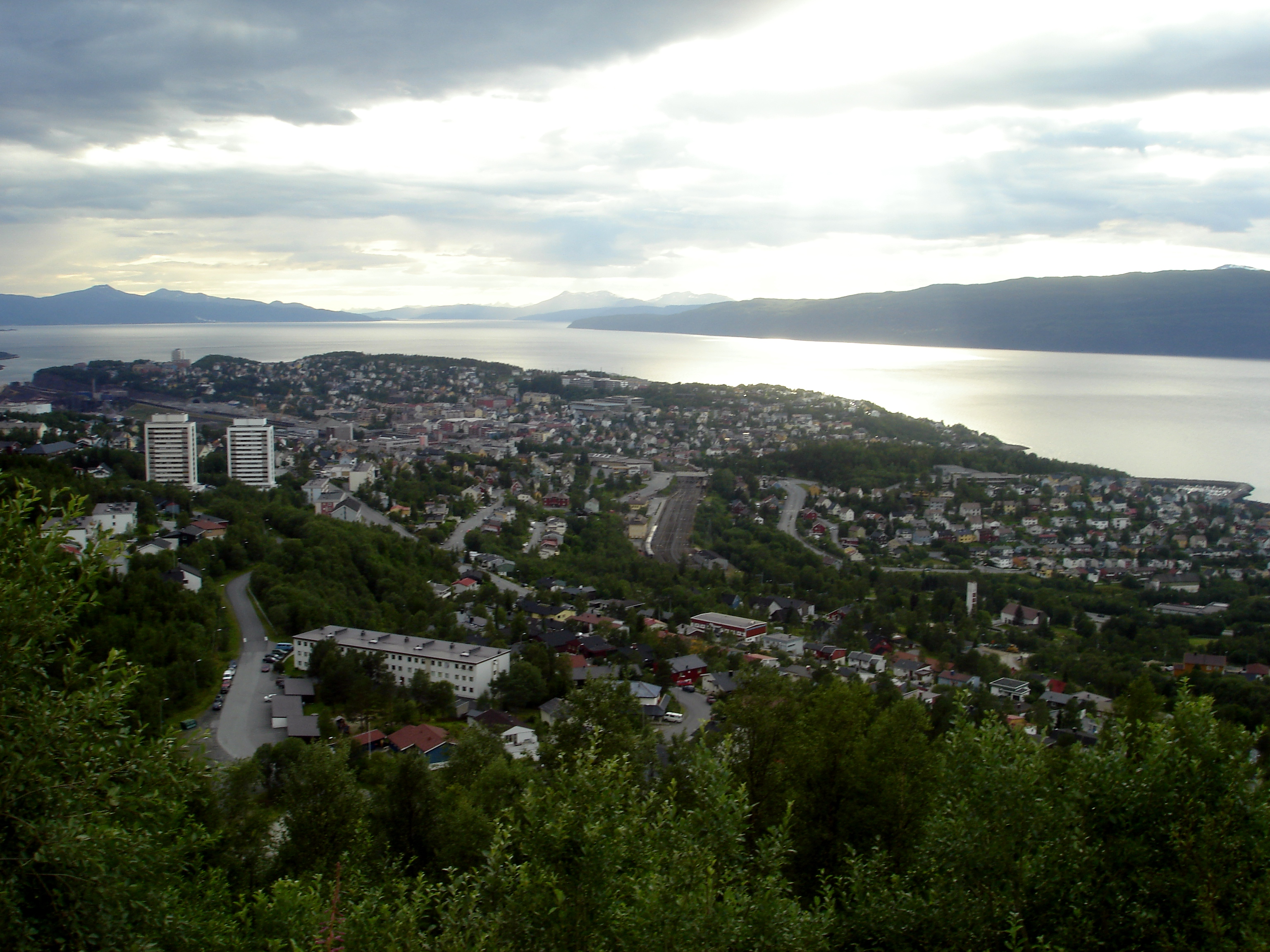
Vista de Narvik